# São Bento Abade
São Bento Abade là một đô thị thuộc bang Minas Gerais, Brasil. Đô thị này có diện tích 80 km², dân số năm 2007 là 4400 người, mật độ 55 người/km².